# Creatura degli abissi
Creatura degli abissi (Deep Star Six) è un film del 1989 diretto da Sean S. Cunningham.

## Trama
Il Deep Star Six è un laboratorio subacqueo di ricerche super avanzate che opera nelle profondità dell'oceano. Tra i suoi compiti, quello di scandagliare i fondali per una possibile opera di colonizzazione e anche per scopi militari.
Quando il supervisore John Van Gelder ordina di far esplodere la cavità per costruire una base missilistica, l'equipaggio viene attaccato da una creatura , un mostro simile ad un eurypteride gigantesco. L'equipaggio viene progressivamente ridotto dagli assalti della creatura mentre la base sta per essere investita dall'esplosione del reattore. I due sopravvissuti risalgono con una capsula di salvataggio che verrà fatta esplodere uccidendo il mostro.